# Szilvia Mednyánszky
Szilvia Mednyánszky (ur. 2 stycznia 1971 w Győrze) – węgierska kajakarka, medalistka mistrzostw świata i Europy, olimpijka.

## Kariera sportowa
Zdobyła srebrny medal w wyścigu kajaków dwójek (K-2) na dystansie 500 metrów na mistrzostwach świata w 1993 w Kopenhadze (płynęła w parze z Kingą Czigány). Na kolejnych mistrzostwach świata w 1994 w Meksyku wywalczyła trzy medale: złoty w wyścigu kajaków czwórek (K-4) na 200 metrów (razem z nią w osadzie węgierskiej płynęły: Éva Dónusz, Éva Laky i Rita Kőbán) oraz dwa srebrne na dystansie 500 metrów: w wyścigu dwójek w parze z Czigány i w wyścigu czwórek wraz z Dónusz, Czigány i Kőbán, a na mistrzostwach świata w 1995 w Duisburgu zdobyła brązowy medal w konkurencji czwórek na 500 metrów (z Dónusz, Czigány i Kőbán) i zajęła 6. miejsce w wyścigu czwórek na 200 metrów.
Wystąpiła na igrzyskach olimpijskich w 1996 w Atlancie, gdzie zajęła 4. miejsce w wyścigu dwójek na 500 metrów (razem z Kőbán) i 9. miejsce w wyścigu czwórek na 500 metrów (z Dónusz, Czigány i Eriką Mészáros). Zdobyła srebrny medal w wyścigu jedynek (K-1) na 500 metrów (za Josefą Idem z Włoch, a przed Ursulą Profanter z Austrii) oraz zajęła 6. miejsce w wyścigu jedynek na 200 metrów na mistrzostwach Europy w 1997 w Płowdiwie. Na mistrzostwach świata w 1997 w Dartmouth zajęła dwa 4. miejsca: w konkurencjach jedynek na 500 metrów i czwórek na 200 metrów, a na mistrzostwach świata w 1998 w Segedynie zajęła 4. miejsce w wyścigu dwójek na 1000 metrów.

## Rodzina
Jej mężem jest Botond Storcz, kajakarz, trzykrotny mistrz olimpijski. 